# Juvansher
Juvansher (mort l'any 630) fou un pretendent sassànida el 630.
Segons Mirkhond, després de l'homicidi de Shahr-Varâz el juny del 630, els nobles de Pèrsia van posar al tron a Juvān Shir (és-a-dir «Jove Lleó »), fils de Còsroes II i de « Kazdamah », la germana-esposa de Vararanes VI, i un dels pocs fills de Còsroes que s'havia pogut amagar i s'havia salvat de la matanza ordenada per Cobades II; « un any després », en realitat sens dubte en el mateix any, va morir i a falta d'altre hereu home, van cridar al tron a Bûrândûkht, la filla gran de Còsroes II.